# Gesetz über die Schulpflicht im Deutschen Reich

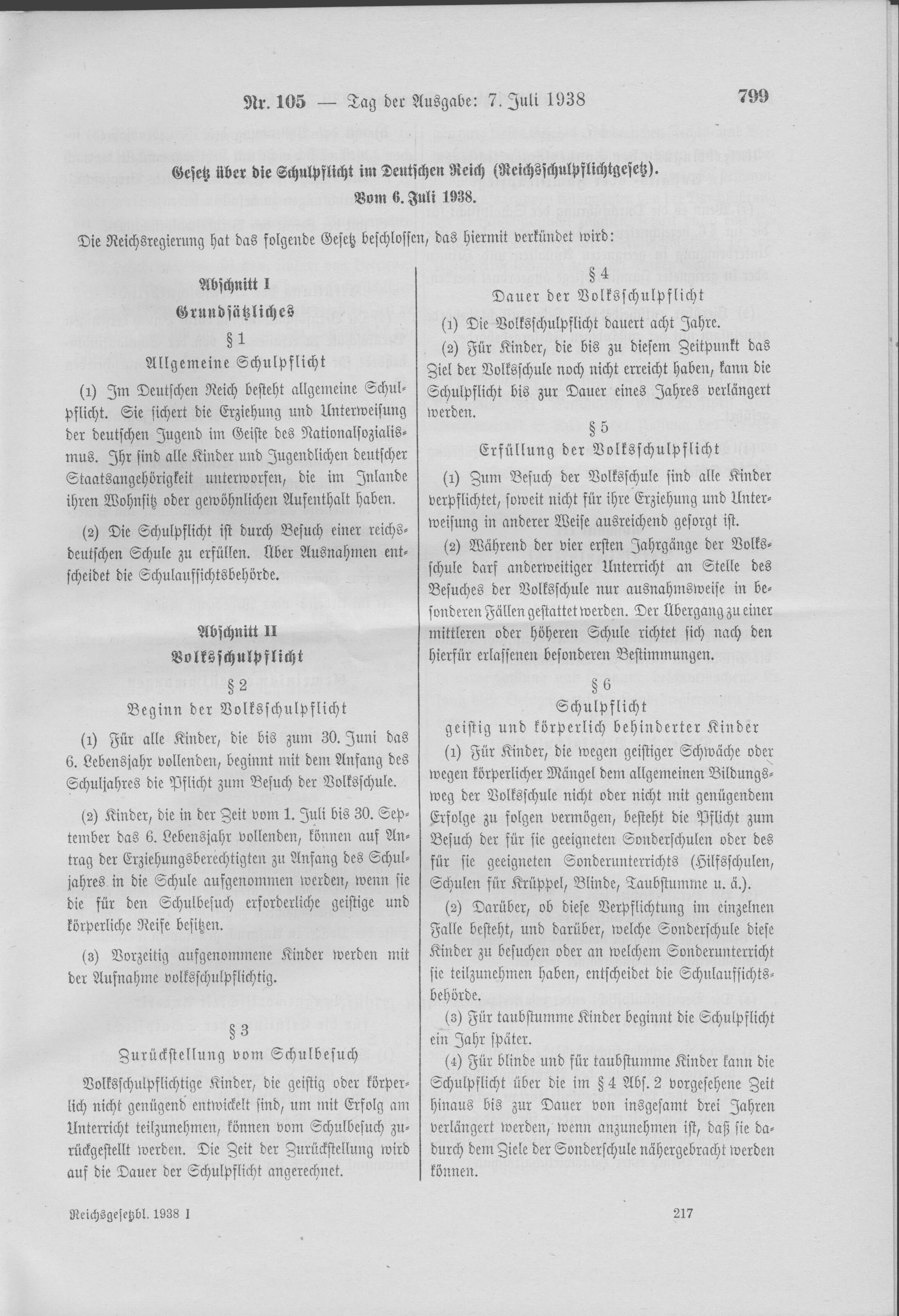
Gesetz über die Schulpflicht im Deutschen Reich vom 6. Juli 1938

Das Gesetz über die Schulpflicht im Deutschen Reich, kurz Reichsschulpflichtgesetz, vom 6. Juli 1938, unter anderem
geändert durch Gesetz vom 16. Mai 1941, regelte die Schulpflicht im Deutschen Reich. Mit der Einführung des Grundgesetzes ging es in die Landesgesetzgebung über.
Das Einschulungsalter wurde zunächst so festgelegt: „Für alle Kinder, die bis zum 30. Juni das 6. Lebensjahr vollenden, beginnt mit dem Anfang des Schuljahres die Pflicht zum Besuch der Volksschule.“ Ab 1941 lautete es mit Übergangsregelungen bis 1942: „Für alle Kinder, die im Laufe des Kalenderjahres das 6. Lebensjahr vollenden, beginnt mit dem Anfang des Schuljahres die Pflicht zum Besuch der Volksschule.“